# Jesús María del Terrero
Jesús María del Terrero är en ort i Mexiko.   Den ligger i kommunen Mier y Noriega och delstaten Nuevo León, i den centrala delen av landet, 500 km norr om huvudstaden Mexico City. Jesús María del Terrero ligger 1 425 meter över havet och antalet invånare är 179.
Terrängen runt Jesús María del Terrero är kuperad österut, men västerut är den platt. Runt Jesús María del Terrero är det glesbefolkat, med 8 invånare per kvadratkilometer. Närmaste större samhälle är Las Palomas, 16,3 km norr om Jesús María del Terrero. Omgivningarna runt Jesús María del Terrero är i huvudsak ett öppet busklandskap.